# Tetanocera nigrostriata
Tetanocera nigrostriata är en tvåvingeart som beskrevs av Li, Yang och Gu 2001. Tetanocera nigrostriata ingår i släktet Tetanocera och familjen kärrflugor.
Artens utbredningsområde är Yunnan (Kina). Inga underarter finns listade i Catalogue of Life.